# Trofeo Patricio Arabolaza

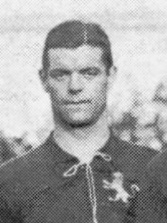
Patricio Arabolaza con la selección española.

El Trofeo Patricio Arabolaza fue un premio que otorgaba el diario deportivo español Marca al futbolista que mejor representase el espíritu de la Furia Española.
El premio recibía el nombre en honor al jugador del Real Unión de Irún, Patricio Arabolaza, autor del primer gol de la historia de la Selección de fútbol de España y que por su entrega, garra y empuje fue considerado uno de los ejemplos paradigmáticos del combinado español que se ganó el apodo de La furia española durante su participación en los Juegos Olímpicos de Amberes 1920.

## Historia
El trofeo fue creado en 1953 por los diarios Marca y Arriba, que inicialmente lo entregaban, de forma anual, al futbolista español que cada temporada se hubiese destacado por su garra, fuerza y entrega. En este formato se entregó hasta 1968, año de desaparición de Arriba.
En 2002, con motivo de la disputa de la Copa Mundial de Fútbol de Corea y Japón, Marca decidió recuperar el trofeo para premiar al jugador de la Selección española que mejor encarnase el espíritu original del premio, a partir de las puntuaciones entregadas por los cronistas del periódico al término de cada partido. El torneo se entregó nuevamente, dos años después, con motivo de la participación española en la Eurocopa 2004. En ambas citas, el defensa del FC Barcelona, Carles Puyol, fue el ganador del galardón.

## Palmarés

### Primera etapa
Indicado el nombre del club en la época en la que su jugador fue galardonado.
| Año  | Jugador                       | Equipo                |
| ---- | ----------------------------- | --------------------- |
| 1953 | Miguel González               | Atlético de Madrid    |
| 1954 | Juan Araujo                   | Sevilla C. F.         |
| 1955 | Joaquín Navarro               | Real Madrid C. F.     |
| 1956 | Campanal II                   | Sevilla C. F.         |
| 1957 | Manuel Badenes                | Real Valladolid C. F. |
| 1958 | Sabino Andonegui              | C. A. Osasuna         |
| 1959 | Manuel Ruiz Sosa              | Sevilla C. F.         |
| 1960 | Mauri                         | Athletic de Bilbao    |
| 1961 | Feliciano Rivilla             | Atlético de Madrid    |
| 1962 | Adelardo Rodríguez            | Atlético de Madrid    |
| 1963 | Ignacio Zoco                  | Real Madrid C. F.     |
| 1964 | Marcelino Martínez            | Real Zaragoza         |
| 1965 | Fernando Ansola               | Real Betis Balompié   |
| 1966 | Severino Reija                | Real Zaragoza         |
| 1967 | José Martínez, «Pirri»        | Real Madrid C. F.     |
| 1968 | Francisco Fernández «Gallego» | C. F. Barcelona       |

### Segunda etapa
| Torneo        | Jugador      | Club         |
| ------------- | ------------ | ------------ |
| Mundial 2002  | Carles Puyol | FC Barcelona |
| Eurocopa 2004 | Carles Puyol | FC Barcelona |